# Fredrik Nygaard
 Ikke at forveksle med Frederik Nygaard.
Fredrik Christian Nygaard (født 30. april 1897 i København, død 7. december 1958) var en dansk forfatter.
Nygaard debuterede meget tidligt 1915, men vakte først opmærksomhed sammen med den unge digtergeneration, som brød igennem omkring 1918. Med et frisk, men tyndt epigontalent har han i Pejseild (1918), Opbrud (1919), Europaskitser (samme år), Flag og Vimpler (1920), De smaa Broer (1921) søgt at arbejde sig ud af en alt for stor påvirkning fra Johs. V. Jensen; snart i friskfyragtige, snart ømt idylliske digte udsynger han livsglæde, rejselyst og storstadshenrykkelse. Digterevnen og den personlige vægtfylde er ringere end den iltre trang til at være tidstype, som drev ham til magre eksperimenter med prosadigte, bestående af blotte stikord og notitser. Nogle bittesmå viser om gadens børn er blevet kendte. Efter helt og halvt uheldige romaner med emner fra oldtiden (blandt andet Kværnen, 1923) viser han sig i Det skæve Foraar (1925) som litterær bolsjevik. I Den klingende Kane (1926), digte fra Rusland, faldt de kommunistiske bjælder af, og i Undervejs (1927) tegner han som versejournalist små, kvikt kolorerede idylbilleder. Senere gjorde han København (Kend Kjøbenhavn, 1928) til genstand for sin stadigt uafklarede, men efterhånden fortættede ordbog og småkunst.